# ألفريد أكرمان
ألفريد أكرمان مواليد 17 يوليو 1959 في سويسرا، هو دراج سويسري سابق. سبق أن شارك في دورة الألعاب الأولمبية الصيفية وفاز بميدالية أولمبية.

## الميداليات
| الميدالية | المسابقة                       |
| --------- | ------------------------------ |
| فضية      | الألعاب الأولمبية الصيفية 1984 |

## روابط خارجية
- ألفريد أكرمان على موقع أرشيف الدراجات (الإنجليزية)
- ألفريد أكرمان على موقع إحصائيات الدراجات الإحترافية (الإنجليزية)
- ألفريد أكرمان على موقع أوليمبيديا (الإنجليزية)